# Arroyo de Lemos
Der Arroyo de Lemos ist ein Fluss im Norden Uruguays.
Er entspringt auf dem Gebiet des Departamento Artigas in der Cuchilla Yacaré Cururú einige Kilometer südwestlich der Departamento-Hauptstadt Artigas und nahe der Ruta 30. Von dort fließt er in nördliche Richtung und mündet einige Kilometer nordwestlich von Artigas etwa auf halber Strecke zwischen Paso de Lemos und Paso Layado als linksseitiger Nebenfluss in den Río Cuareim.